# Zápas na Letních olympijských hrách 1980 – muži, řecko-římský nad 100 kg
Zápas řecko-římský ve váhové kategorii nad 100 kg probíhal na Letních olympijských hrách 1980 v Moskvě, v atletické hale CSKA Moskva. O medaile se utkalo celkem 10 zápasníků.

## Turnajové výsledky
Za prohru zápasníci získávají záporné body. 6 bodů vyřazuje zápasníka z dalších bojů. Poté, co zbývají poslední tři borci, utkají se tito ve finálovém kole o medaile.
Legenda
- TF — Lopatkové vítězství
- IN — Vítězství pro soupeřovo zranění
- DQ — Vítězství pro soupeřovu pasivitu
- D1 — Vítězství pro soupeřovu pasivitu, vítěz taktéž napomínán
- D2 — Oba zápasníci diskvalifikováni pro pasivitu
- FF — Kontumační vítězství
- DNA — Soupeř nenastoupil
- TPP — Trestné body celkem
- MPP — Trestné body za zápas

Sankce
- 0 - Lopatkové vítězství, technická převaha, pro pasivitu, zranění soupeře, nenastoupení
- 0,5 - Výhra na body, 8-11 bodů rozdíl
- 1 - Výhra na body, 1-7 bodů rozdíl
- 2 - Výhra pro pasivitu, vítěz taktéž napomínán
- 3 - Prohra na body, 1-7 body rozdíl
- 3,5 - Prohra na body, 8-11 bodů rozdílu
- 4 - Prohra lopatková, technickou převahu, pro pasivitu, zranění, nenastoupení

### Kolo 1
| TPP | MPP |                        | Score     |                            | MPP | TPP |
| --- | --- | ---------------------- | --------- | -------------------------- | --- | --- |
| 4   | 4   | Prvoslav Ilić (YUG)    | DQ / 3:57 | Aleksandar Tomov (BUL)     | 0   | 0   |
| 4   | 4   | Jawdat Jabrah (SYR)    | TF / 2:44 | József Farkas (HUN)        | 0   | 0   |
| 4   | 4   | Roman Codreanu (ROU)   | DQ / 7:50 | Oleksandr Kolčynskyj (URS) | 0   | 0   |
| 4   | 4   | Marek Galiński (POL)   | D2 / 7:02 | Arturo Díaz (CUB)          | 4   | 4   |
| 4   | 4   | Antonio La Penna (ITA) | TF / 6:57 | Hassan Bechara (LIB)       | 0   | 0   |

### Kolo 2
| TPP | MPP |                            | Score     |                        | MPP | TPP |
| --- | --- | -------------------------- | --------- | ---------------------- | --- | --- |
| 4   | 0   | Prvoslav Ilić (YUG)        | DQ / 0:26 | Jawdat Jabrah (SYR)    | 4   | 8   |
| 0   | 0   | Aleksandar Tomov (BUL)     | DQ / 5:16 | József Farkas (HUN)    | 4   | 4   |
| 4   | 0   | Roman Codreanu (ROU)       | DQ / 4:46 | Marek Galiński (POL)   | 4   | 8   |
| 0   | 0   | Oleksandr Kolčynskyj (URS) | TF / 0:55 | Antonio La Penna (ITA) | 4   | 8   |
| 4   | 0   | Arturo Díaz (CUB)          | DQ / 4:31 | Hassan Bechara (LIB)   | 4   | 4   |

### Kolo 3
| TPP | MPP |                            | Score     |                      | MPP | TPP |
| --- | --- | -------------------------- | --------- | -------------------- | --- | --- |
| 8   | 4   | Prvoslav Ilić (YUG)        | D1 / 7:11 | József Farkas (HUN)  | 2   | 6   |
| 0   | 0   | Aleksandar Tomov (BUL)     | DQ / 7:25 | Roman Codreanu (ROU) | 4   | 8   |
| 0   | 0   | Oleksandr Kolčynskyj (URS) | TF / 2:09 | Arturo Díaz (CUB)    | 4   | 8   |
| 4   |     | Hassan Bechara (LIB)       |           | Bye                  |     |     |

### Kolo 4
| TPP | MPP |                      | Score     |                            | MPP | TPP |
| --- | --- | -------------------- | --------- | -------------------------- | --- | --- |
| 8   | 4   | Hassan Bechara (LIB) | TF / 0:55 | Aleksandar Tomov (BUL)     | 0   | 0   |
| 10  | 4   | József Farkas (HUN)  | DQ / 6:43 | Oleksandr Kolčynskyj (URS) | 0   | 0   |

### Finále
Výsledky z předchozích kol se započítávají do finále (žlutě zvýrazněno)
| TPP | MPP |                        | Score     |                            | MPP | TPP |
| --- | --- | ---------------------- | --------- | -------------------------- | --- | --- |
|     | 4   | Hassan Bechara (LIB)   | TF / 0:55 | Aleksandar Tomov (BUL)     | 0   |     |
| 8   | 4   | Hassan Bechara (LIB)   | TF / 1:40 | Oleksandr Kolčynskyj (URS) | 0   |     |
| 3   | 3   | Aleksandar Tomov (BUL) | 2 - 4     | Oleksandr Kolčynskyj (URS) | 1   | 1   |

## Finálové pořadí
1. Oleksandr Kolčynskyj (URS)
2. Aleksandar Tomov (BUL)
3. Hassan Bechara (LIB)
4. József Farkas (HUN)
5. Prvoslav Ilić (YUG)
6. Arturo Díaz (CUB)
7. Roman Codreanu (ROU)
8. Marek Galiński (POL)